# Asplenium lobangense
Asplenium lobangense är en svartbräkenväxtart som beskrevs av Carl Frederik Albert Christensen. Asplenium lobangense ingår i släktet Asplenium och familjen Aspleniaceae. Inga underarter finns listade.